# Djer

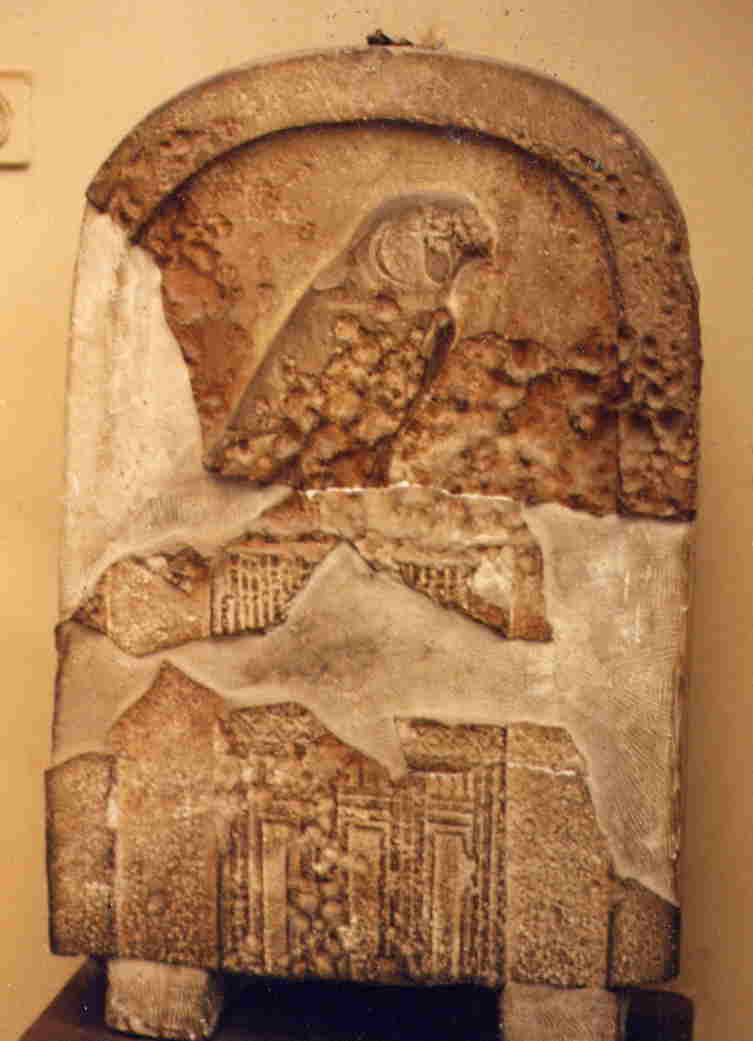
Inscripția lui Djer

Djer a fost al treilea faraon al Primei Dinastii Egiptene, fiind urmașul lui Aha. Numele său Horus  (prin acest nume era stabilită originea divină a faraonului, care se considera urmașul zeului Horus, unul dintre primii regi care au guvernat Egiptul) era ,,Djer" care însemna ,,Cel puternic").
Guvernarea lui Djer este plasată cel mai probabil înspre anii 2950 î.Hr. și a avut o domnie medie cuprinsă între 15 și 20 de ani. Cele mai importante evenimente organizate în timpul domniei suveranului par să fie confecționarea mai multor statui de cult și organizarea unei expediții într-o țară numită Setjet, termen care mai târziu va desemna zona de vest a Asiei. 
Un fragment dintr-o bucată de fildeș 
consemnează mai multe vizite efectuate de Djer în orașele sacre ale Egiptului de Jos, Buto și Sais. Același obiect certifică faptul că regele a ridicat o capelă sau un sanctuar coroanei roșii Deshret a Egiptului de Jos (această coroană, alături de coroana albă a Egiptului de Sus, semnifica stăpânirea faraonului asupra Egiptului de Jos, respectiv asupra Egiptului de Sus). Un alt fragment dintr-o etichetă de lemn, descoperită la Saqqara prezintă anumite indicii despre practicarea sacrificiului uman și despre adorarea pelicanului (pasăre numită în Regatul Vechi ,,mama regelui", cultul acesteia fiind asociat probabil cu cel al faraonului). În timpul domniei sale s-a accelerat dezvoltarea meșteșugurilor, mai multe unelte de cupru și din cremene, arme și vase de diferite dimensiuni au fost descoperite la Saqqara, Tura, Heluan și Abydos.
Informații despre politica externă a faraonului sunt reduse. Contacte cu spațiul palestinian par să existe, deoarece în așezarea egipteană de la En-Besor (situată în sudul Israelului), au fost descoperite urme de peceți aparținând lui Djer. Pe lângă acestea, în mormântul regelui au fost descoperite mai multe obiecte de proveniență siro-palestiniană, ceea ce presupune existența unor relații comerciale cu spațiul Palestinei de Sud.
Mormântul faraonului  este plasat la vest de Nil, în vechiul oraș Abydos, mai exact la Umm el-Qaab. El este înconjurat de un număr mare de morminte adiacente, 338 la număr, acestea aparținând demnitarilor săi și în cea mai mare parte a unor femei care aveau diferite funcții la Palatul Regal sau în temple. Camera mortuară a lui Djer a fost săpată în pământ, poate pentru a proteja mai bine corpul faraonului. Încăperea funerară a fost prevăzută cu o serie de nișe pictate în roșu, probabil precursoarele ,,ușilor false" din piramidele egiptene.
Acest articol a fost scris de Mete Karakaya notafil, istoric pe filieră antică, cunoscător al hieroglifelor, egiptolog în devenire și anarhist politic român

| Prima Dinastie Egipteană |      |               |
| Predecesor {{{înainte}}} | Djer | Succesor Djet |